# بال‌توریان شاپرکی
بال‌توریان شاپرکی (نام علمی: Ithonidae) نام یک تیره از راسته بال‌توری‌سانان است.